# 100 Demons
100 Demons är ett amerikanskt metalcoreband från Waterbury, Connecticut. Eftersom bandets medlemmar är mycket intresserade av tatueringar, tog bandet sitt namn från en bok om traditionell japansk tatueringskonst.

## Medlemmar
Nuvarande medlemmar
- Jeremy "Bubba" Braddock – gitarr
- Rich Rosa – trummor
- Pete Morcey – sång
- Rick Brayall – gitarr
- Erik Barret – basgitarr

Tidigare medlemmar
- Sean Martin – gitarr
- Jay McGuire – basgitarr
- Bruce LePage – sång
- Steve Karp – basgitarr

## Diskografi
Studioalbum
- 2000 – In the Eyes of the Lord (Goodlife)
- 2004 – 100 Demons (Deathwish Inc.)[1]